# Füredi Béla
Füredi Béla, születési nevén Fürst Béla (Nagybajom, 1868. május 28. – Pécs, 1929. március 4.) magyar színész, színigazgató.

## Életútja
Fürst Lipót és Ungár Róza fiaként született. Előbb gyógyszerésznek tanult, majd 1892 szeptemberében színésznek állt Rakodczay Pál társulatában. 1897-ben a megnyíló Magyar Színház tagja volt, de a Népszínházban is fellépett. Fürst családi nevét 1897-ben Füredire változtatta. 1910 júliusában megválasztották a Pécsi Nemzeti Színház igazgatójának. 1912. május 30-án nyári színházat épített Nagykanizsán. 1913-ban egy nyári estén hét órakor, a színházi előadás előtt összeesett az utcán. Nyomban kórházba vitték, aztán az osztrák Judendorf fürdőben kezelték hónapokig, amíg némileg helyre állt az egészsége. Füredi nevéhez fűződik például Matány Antal és Galetta Ferenc felfedezése, akiket egy harmadrendű kis siklósi társulatnál látott játszani és akiket aztán Pécsre szerződtetett. 1920-ban visszavonult az igazgatástól, 1927 márciusának elején vonult nyugdíjba.
Felesége Zalai Margit színésznő (sz. 1880. máj. 8, Nagykanizsa) volt, akivel 1916. április 19-én Pécsett kötött házasságot.
A pécsi izraelita sírkertben helyezték nyugalomra. A gyászszertartást Wallenstein Zoltán főrabbi és Ernster Géza főkántor végezte.